# Відзнака Президента України «Національна легенда України»

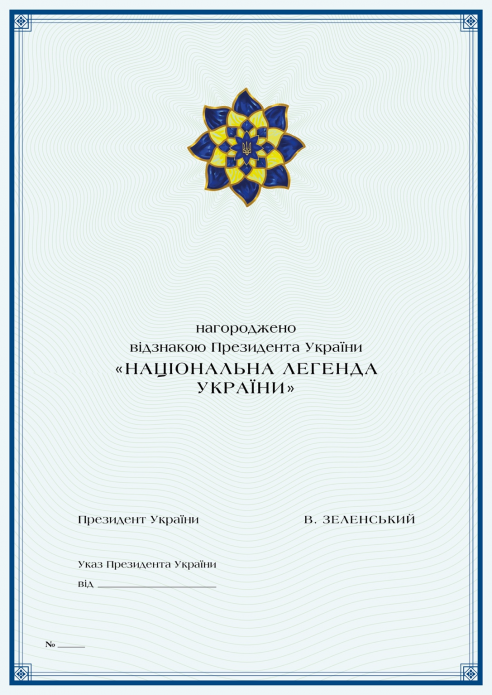
Диплом

Відзнака Президента України «Національна легенда України» — державна нагорода України — відзнака Президента України, що встановлена для відзначення громадян за визначні особисті заслуги у становленні незалежної України, зміцненні її державності, захисті Вітчизни та служінні Українському народові, вагомий внесок у розвиток національної економіки, науки, освіти, культури, мистецтва, спорту, охорони здоров'я, а також за активну благодійну та громадську діяльність.

## Заснування
Відзнака Президента України «Національна легенда України» заснована Указом Президента України Володимира Зеленського 14 липня 2021 року.
Указом було доручено: Кабінету Міністрів України —
- Утворити у тижневий строк комісію з проведення всеукраїнського конкурсу на кращий малюнок відзнаки;
- Забезпечити проведення всеукраїнського конкурсу на кращий малюнок відзнаки та за його результатами підготувати і внести до 9 серпня 2021 року в установленому порядку на затвердження Президентові України проєкт Положення про відзнаку, а також проєкти малюнка відзнаки та документа, що посвідчує нагородження нею;

Державному управлінню справами —
- Забезпечити в установленому порядку, за участю Національного банку України, виготовлення відзнаки та атрибутів до неї.

28 липня 2021 р. Кабінет Міністрів України прийняв Постанову № 768, якою затвердив Положення про всеукраїнський конкурс на кращий малюнок відзнаки та утворив комісію з проведення конкурсу.
29 липня 2021 р. Міністерство культури та інформаційної політики України оголосило проведення всеукраїнського конкурсу на кращий малюнок відзнаки Президента України «Національна легенда України».
Конкурс проводився з 29 липня по 6 серпня 2021 року, прийом малюнків відзнаки — до 4 серпня 2021 р. включно.
6 серпня 2021 року на засіданні комісії з проведення всеукраїнського конкурсу на кращий малюнок відзнаки Президента України «Національна легенда України» переможцем була визнана робота Гуземи Валерії Михайлівни.
16 серпня 2021 року Президент України В.Зеленський підписав Указ, яким затвердив Положення про відзнаку, малюнок відзнаки та малюнок зразка бланка диплома до відзнаки.

## Положення про відзнаку
- Відзнакою нагороджуються громадяни України, іноземці та особи без громадянства.
- Нагородження відзнакою здійснюється Президентом України відповідно до законодавства.
- Нагородження відзнакою провадиться указом Президента України щорічно з нагоди Дня Незалежності України.
- Особі, нагородженій відзнакою, вручаються відзнака і диплом формату А4 встановленого зразка.
- Вручення відзнаки здійснюється відповідно до Порядку представлення до нагородження та вручення державних нагород України, затвердженого Указом Президента України від 19 лютого 2003 року № 138.[5][6]

## Опис відзнаки

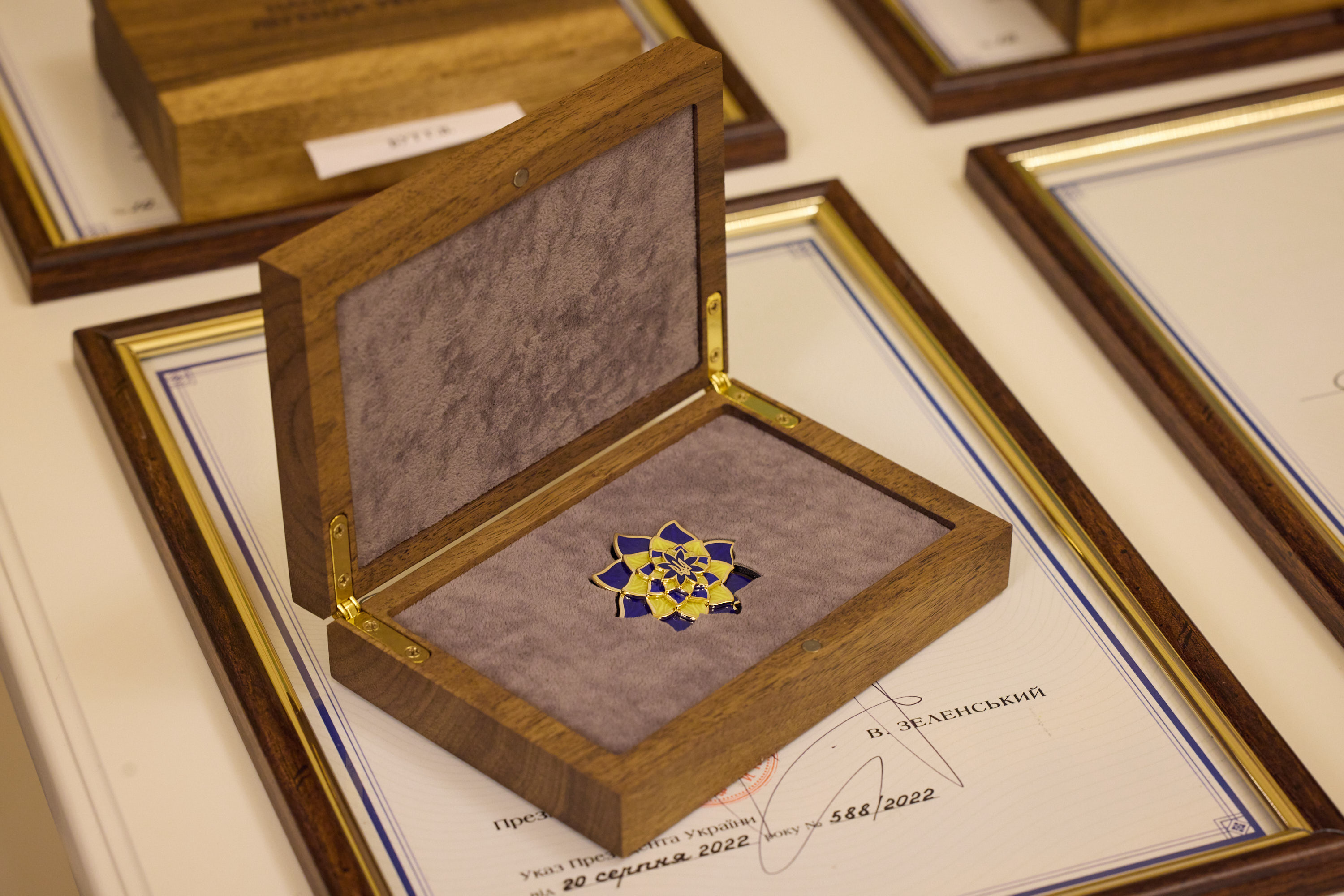
Нагородні атрибути відзнаки Президента України «Національна легенда України»

- Відзнака виготовляється із золота і має вигляд стилізованої квітки, пелюстки якої розміщені по колу у п'ять шарів від більшого до меншого по вісім пелюсток кожен. Пелюстки першого шару покриті синьою емаллю, другого — жовтою, третього — синьою, четвертого — жовтою, п'ятого — синьою. Пружки пелюсток золоті.
- У центрі відзнаки міститься рельєфне зображення Знака Княжої Держави Володимира Великого.
- Розмір відзнаки — 45 мм.
- На зворотному боці відзнаки — застібка для прикріплення до одягу і порядковий номер.
- Мініатюра відзнаки виготовляється з жовтого металу і є зменшеним (розміром 20 мм) зображенням відзнаки. На зворотному боці мініатюри відзнаки — голка і цанговий затискач для прикріплення до одягу.[5]

## Послідовність розміщення знаків державних нагород України
- Відзнаку носять на грудях зліва і за наявності у нагородженого інших державних нагород розміщують нижче знаків нагород на колодках (стрічках) та після зірок орденів.
- Замість відзнаки нагороджений може носити мініатюру. Мініатюру носять на грудях зліва.[5]

## Церемонії вручення відзнак
- 22 серпня 2021 року відбулася перша урочиста церемонія вручення Відзнаки «Національна легенда України» у межах відзначення 30-ї річниці незалежності України.[7][8]
- 21 серпня 2022 року відбулася друга урочиста церемонія вручення Відзнаки «Національна легенда України».[9]
- 23 серпня 2023 року відбулася третя урочиста церемонія вручення Відзнаки «Національна легенда України».[10]
- 22 серпня 2024 року відбулася четверта урочиста церемонія вручення Відзнаки «Національна легенда України».[11]
- 20 серпня 2025 року відбулася п'ята урочиста церемонія вручення Відзнаки «Національна легенда України».[12]

## Нагороджені

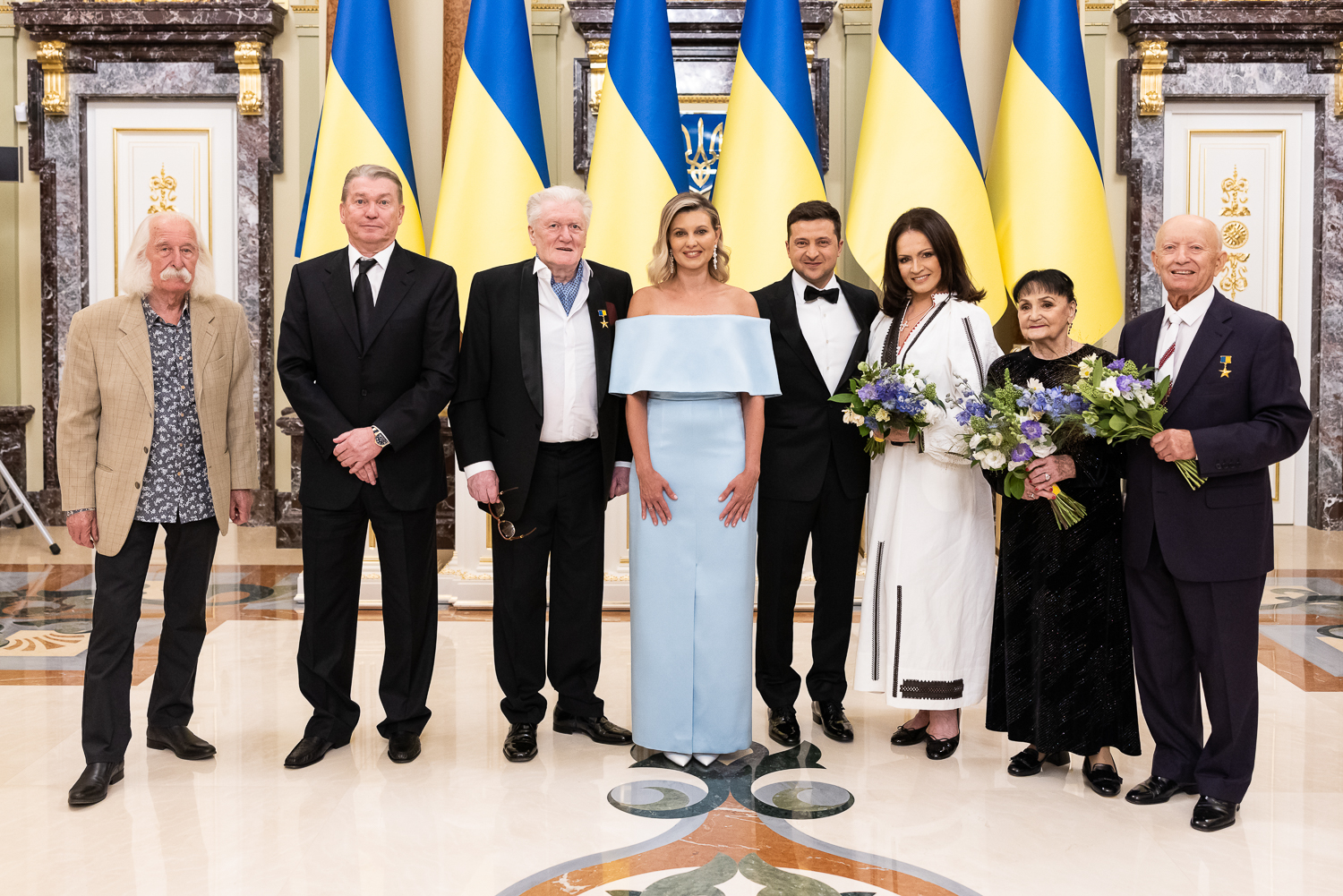
Перші лауреати відзнаки (2021)

### 2021 рік

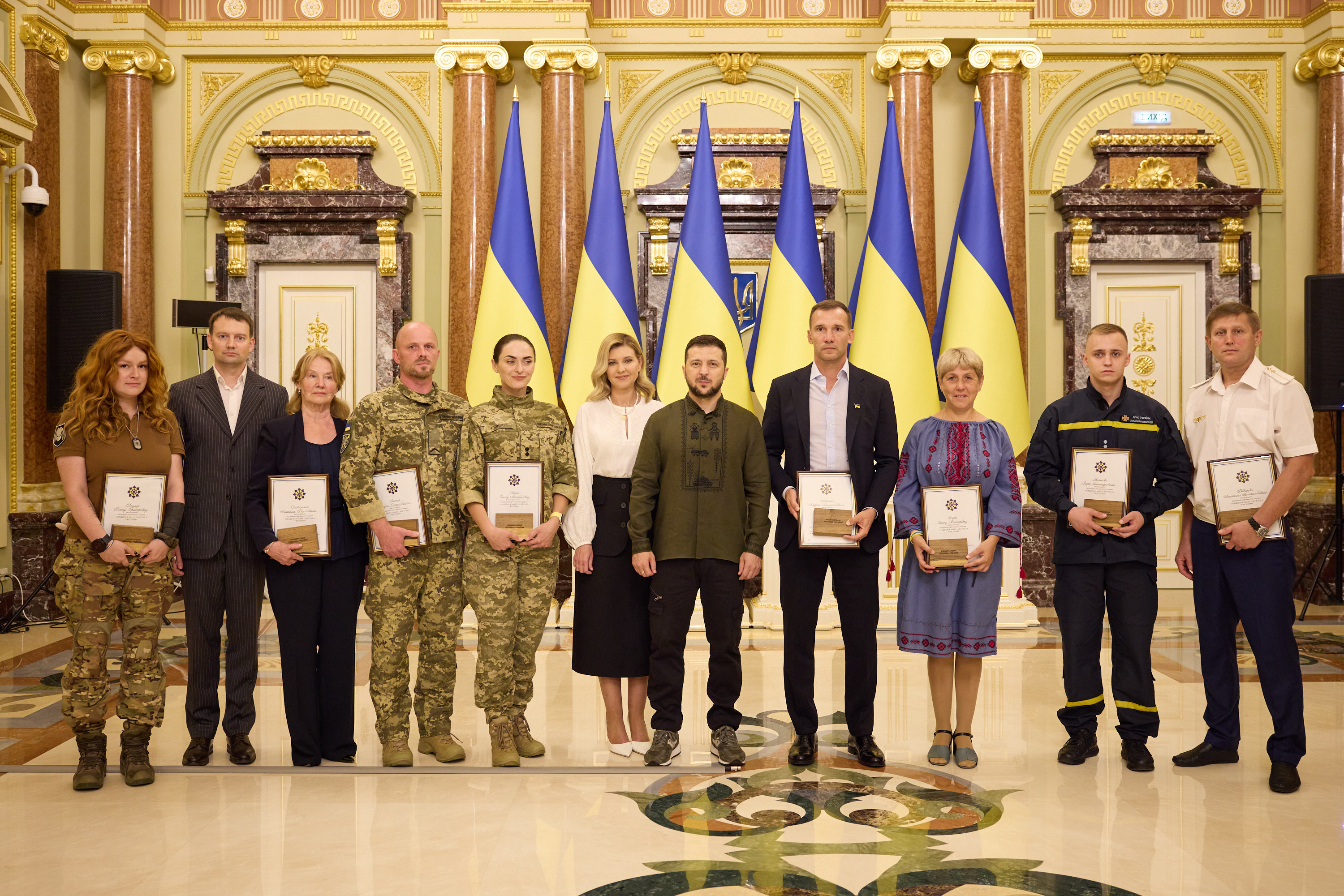
Лауреати відзнаки (2022)

20 серпня 2021 року за визначні особисті заслуги у становленні незалежної України і зміцненні її державності, вагомий внесок у розвиток національного мистецтва, спорту, багаторічну плідну професійну діяльність:
1. Блохін Олег Володимирович — заслужений майстер спорту, заслужений тренер України (відзнака № 003)
2. Вантух Мирослав Михайлович — генеральний директор — художній керівник Національного заслуженого академічного ансамблю танцю України імені Павла Вірського, народний артист України, Герой України (відзнака № 004)
3. Ротару Софія Михайлівна — співачка, народна артистка України, Герой України (відзнака № 001)
4. Марчук Іван Степанович — живописець, народний художник України (відзнака № 005)
5. Потапова Олена Михайлівна — артистка балету, балетмейстерка, народна артистка України (відзнака № 002)
6. Рибчинський Юрій Євгенович — поет-пісняр, драматург, сценарист, народний артист України, Герой України (відзнака № 006)
7. Скорик Мирослав Михайлович (посмертно) — композитор, народний артист України, Герой України (відзнака № 007)

### 2022 рік
20 серпня 2022 року за визначні особисті заслуги у становленні незалежної України і зміцненні її державності, захисті Вітчизни та служінні Українському народові, вагомий внесок у розвиток національної освіти, мистецтва, спорту, охорони здоров'я, а також багаторічну плідну громадську діяльність:
1. Бабічев Анатолій Анатолійович — провідник пасажирського вагону виробничого підрозділу вагонна дільниця станції Київ-Пасажирський філії «Пасажирська компанія» акціонерного товариства «Українська залізниця»
2. Бедзай Ігор Володимирович (посмертно) — начальник служби безпеки польотів — старший інспектор-льотчик Командування Військово-Морських сил Збройних Сил України, Герой України, полковник
3. Бут Ганна Вікторівна — викладачка Державного навчального закладу «Мелітопольський професійний аграрний ліцей», Запорізька область
4. Івасиков Ігор Олександрович — начальник караулу 2 державної пожежно-рятувальної частини 2 державного пожежно-рятувального загону Головного управління ДСНС України у Миколаївській області, лейтенант служби цивільного захисту
5. Кеплер Тата Григорівна — громадська діячка, волонтерка
6. Примаченко Марія Оксентіївна (посмертно) — народний художник України
7. Свист Андрій Олексійович — лікар-нейрохірург відділення Державної установи «Інститут нейрохірургії імені акад. А. П. Ромоданова Національної академії медичних наук України»
8. Свист Ольга Михайлівна — лікар-педіатр відділення товариства «Дитячий медичний центр „Добробут“»
9. Солов'яненко Анатолій Борисович (посмертно) — соліст опери — провідний майстр сцени Національної опери України у 1963—1992 роках, народний артист України, Герой України
10. Шевченко Андрій Миколайович — кращий футболіст Європи 2004 року, головний тренер національної збірної команди України з футболу у 2016—2021 роках, Герой України

### 2023 рік
23 серпня 2023 року за визначні особисті заслуги у становленні незалежної України і зміцненні її державності, захисті Вітчизни та служінні Українському народові, вагомий внесок у розвиток національного мистецтва, спорту, охорони здоров'я, плідну благодійну та громадську діяльність:
1. Гук Ірина Олександрівна — волонтер, директор благодійної організації «Благодійний фонд Лелека-Україна». З 2014 року займається тактичною медициною, а саме постачанням критично важливих медичних засобів для захисників України та цивільних.
2. Дерюгіна Альбіна Миколаївна (посмертно) — Герой України, заслужений тренер України. Вона організувала в Києві школу художньої гімнастики «Школа Дерюгіних», яка набула світової популярності. Альбіна Дерюгіна виховала низку олімпійських чемпіонок, чемпіонок світу та Європи.
3. Коцюбайло Дмитро Іванович (посмертно) — Герой України, лейтенант. Дмитро «Да Вінчі» Коцюбайло — командир 1-го ОМБ «Вовки Да Вінчі» ЗСУ, який із 2014 року брав активну участь у боях. Зазнав важкого поранення, але через три місяці повернувся на фронт. Перший доброволець, якому присвоєно звання Героя України. 7 березня 2023 року Дмитро Коцюбайло загинув у боях за Бахмут.
4. Летенко Володимир Анатолійович — інженер Краматорського лінійного виробничого управління магістральних газопроводів товариства «Оператор газотранспортної системи України», Донецька область. Через влучання ракети в газову трубу сталася пожежа на газогоні, що веде до газорозподільної станції Вуглегірської ДРЕС. Стовп вогню сягав понад 100 метрів. Володимир під обстрілами зупинив викид газу і врятував життя людей. Він також брав участь у розмінуванні Харківщини.
5. Петриненко Тарас Гаринальдович — український музикант, співак, композитор, поет, народний артист України. Автор пісні «Україна», яка стала своєрідним неофіційним гімном нашої держави. У 2023 році Тарасу Петриненку виповнилося 70 років.
6. Сірко Андрій Григорович — лікар-нейрохірург, завідувач центру церебральної нейрохірургії комунального підприємства «„Дніпропетровська обласна клінічна лікарня ім. І. І. Мечникова“ Дніпропетровської обласної ради». Особисто провів понад 700 унікальних надскладних операцій, які врятували життя військовослужбовцям.
7. Андрій Цаплієнко — військовий кореспондент товариства «Телерадіокомпанія „Студія 1+1“». Заслужений журналіст України, воєнний кореспондент, ведучий і сценарист. З 2014 року активно знімає ексклюзивний матеріал про війну в Україні. 25 березня 2022-го Андрій зазнав поранення під час виконання редакційного завдання в Чернігівській області. Нагороджений орденом «За мужність» ІІ та ІІІ ступенів.
8. Фумінорі Цучіко — волонтер, громадянин Японії. З початком повномасштабного вторгнення РФ спеціально приїхав в Україну, щоб підтримати тих, хто був вимушений жити в харківському метро, переховуючись від постійних обстрілів. Він власним коштом відкрив кафе, де організував щоденне безоплатне харчування для містян.

### 2024 рік
22 серпня 2024 року Напередодні Дня Державного прапора та Дня Незалежності України Президент Володимир Зеленський і перша леді Олена Зеленська відзначили видатних людей нагородою «Національна легенда України»:
1. Ігор Поклад — автор понад 150 пісень, музичних вистав, творів до більш як 40 українських стрічок та анімаційних фільмів.
2. Олег Коростельов — гендиректор конструкторського бюро «Луч», повний кавалер ордена «За заслуги», Герой України.
3. Ольга Харлан — дворазова олімпійська чемпіонка з фехтування на шаблях, шестиразова чемпіонка світу, восьмиразова чемпіонка Європи.
4. Віталій Хмель — лікар, торакальний хірург, з початку російської агресії зробив понад сто надскладних операцій пораненим воїнам, в евакуаційних рейсах врятував життя понад 50 захисникам.
5. Іван Лукашевич — позивний "Хантер", ідеолог створення морських дронів Sea Baby. Розробник снайперської гвинтівки «Володар обрію», із якої встановлено світовий рекорд – влучний постріл в окупанта з відстані 3800 м.
6. Ірина Юрченко — провідниця Укрзалізниці, 25 лютого 2022 року заступила на чергування й тижнями працювала на евакуаційних рейсах. У той час її син Дмитро Козацький із позивним Орест тримав оборону на «Азовсталі» в Маріуполі.
7. Олександр Дубовик — український живописець, графік і монументаліст, почесний член Національної академії мистецтв України.
8. Говард Баффет — американський бізнесмен, філантроп, найбільший приватний донор України.[17]
9. Олександр Усик — український боксер, олімпійський чемпіон, абсолютний чемпіон світу у суперважкій вазі.
10. Сергій Параджанов (посмертно) —український та вірменський кінорежисер і сценарист. Створив майже 20 художніх і документальних фільмів. Його стрічка «Тіні забутих предків» здобула 39 міжнародних нагород і 28 призів на кінофестивалях світу.
11. Ніна Матвієнко (посмертно) — народна артистка України, Герой України.

### Відео
- Перша церемонія нагородження «Національна легенда України» 22.08.2021 [Архівовано 22 серпня 2021 у Wayback Machine.]// Ютюб